# Спутник (поисковая система)
«Спутник» — российская национальная государственная поисковая система и интернет-портал, созданные компанией «Ростелеком». Разработчик — компания «КМ Медиа», позже ООО «Поисковый портал „Спутник“».
Вышел в бета-версии 22 мая 2014 года с презентацией в рамках Петербургского международного экономического форума (ПМЭФ). Прекратил деятельность в 2020 году.

## История создания
В конце 2010 года в СМИ появилась публикации о том, что правительство РФ намерено выделить средства на проект по созданию национальной поисковой системы общего назначения.
В начале 2011 года Дмитрий Медведев, занимавший тогда пост президента РФ, поддержал идею о создании в Российской Федерации собственной поисковой системы.
На то время государственный поисковый сервис планировалось создавать в рамках федеральной программы «Электронное правительство». Планировалось, что поисковик может быть запущен в 2011 году.
О создании поисковой системы под названием «Спутник» было объявлено осенью 2013 года, а её запуск планировался в первом квартале 2014 года.
Заявлялось, что одной из предпосылок создания поисковой системы была невозможность контроля негосударственных поисковых систем, а именно их новостные ленты.
22 мая 2014 года проект «Спутник» был презентован в рамках Петербургского международного экономического форума (ПМЭФ) Алексеем Басовым. В этот же день поисковая система «Спутник» начала свою работу в формате открытого бета-тестирования (выход в открытое бета-тестирование директор ООО «Спутник» объяснил тем, что дальнейшее развитие платформы невозможно без взаимодействия с реальными людьми; об окончании бета-теста не сообщается).
В своей речи на том ПМЭФ Басов заявил, что поисковым системам есть куда расти: 40 % жителей РФ, так или иначе, не пользуются интернетом либо пользуются им крайне редко. И с ростом интеграции интернета в общество будет расти спрос на социальные сервисы.
В первый день работы «Спутник» посетило более 500 тыс. человек, а за первую неделю в тестировании портала приняло порядка 2 млн человек.
В июле 2016 года за сутки по результатам поиска «Спутника» переходили 4,1 тыс. человек в сутки, что на несколько порядков меньше, чем у конкурентов (так, у Яндекса за тот же период — 74,2 млн человек в сутки).
По состоянию на 2017 год проект признан неудачным и существующим исключительно благодаря государственной поддержке. Чистый убыток ООО «Спутник» в 2017 году составил более 50 млн рублей.

### Разработка
С 2006 года команда энтузиастов информационного поиска из числа сотрудников компании «КМ Медиа» разрабатывала собственную поисковую систему. В 2012 году компанию выкупил «Ростелеком», используя свою дочернюю компанию «РТКомм». И уже к октябрю 2013 года была проиндексирована половина российского сегмента Интернета, и предполагалось, что к 2014 году работы по индексации завершатся.
Куратором же проекта был назначен вице-президент «Ростелекома» — Алексей Басов. Он же стал председателем совета директоров ООО «Спутник» и презентовал поисковую систему на ПМЭФ.

### Закрытие
В августе 2018 года компания «Ростелеком» обратилась в Арбитражный суд Москвы с заявлением о признании банкротом своей дочерней компании «Спутник», которая занимается развитием одноимённого поисковика и браузера. Также ранее, в феврале 2018 года, компания «Ростелеком» обращалась в суд, попросив взыскать со «Спутника» в общей сложности 10,6 миллиона рублей долга. После банкротства «Ростелекому» перешли домен sputnik.ru и большинство прав на товарный знак «Спутник», под которым продолжили существовать браузер и некоторые корпоративные сервисы. В 2020 на базе ООО «Спутник» была создана компания ООО «СпутникЛаб», которая продолжила разработку браузера. 20 января 2022 было объявлено о прекращении поддержки продуктов (браузер для разных платформ) «СпутникЛаб», начиная с 31 января.

## Сервис

### Позиционирование сервиса
Компания «Ростелеком» представляла поисковую систему как ориентированную на предоставление пользователям социальных сервисов, взаимодействующих с государственными органами.
Представители компании «Ростелеком» заявляли, что фильтрации поисковой выдачи по усмотрению властей не предусмотрено.

### Дополнительные сервисы

#### Личный кабинет
Была анонсирована возможность создания личного кабинета пользователя, опцию назвали «Ёлка». Авторизация в этом кабинете должна была быть через Единую систему идентификации и аутентификации, где пользователи смогут заказывать себе государственные услуги.

#### Мобильные приложения
«Спутник» представила мобильные приложения «Мой дом» (закрыто и не работает), «Лекарства» (закрыто и не работает) и «Спутник: Браузер». Программы распространялись бесплатно и были доступны на устройствах с операционными системами iOS и Android.

### Средства продвижения
Планировалось, что поисковик будет использоваться как стандарт для всех государственных учреждений и компаний. Однако глава пресс-службы Дмитрия Медведева — Наталья Тимакова — ещё в 2013 году заявляла, что такая установка системы по умолчанию будет только на добровольной основе. Ростелеком также заявлял, что намерен продвигать поисковик исключительно рыночными методами.
Не исключалась и возможность выхода на международные рынки.

## Продукты под брендом «Спутник»
Помимо непосредственно функций поиска, система предоставляла сервисы по трём направлениям: «информационная среда» (новости, интернет-трансляции телеканалов, прогноз погоды), «повседневные задачи» (поиск работы, лекарств и их цены в конкретных аптеках, цен на бензин для конкретных заправок и т. д.), «госуслуги и сопутствующие сервисы» (поиск близлежащих социальных служб, доступ к государственным услугам). Информация должна была подаваться как в виде сервисов, так и в виде справочных материалов.
Поисковая система предлагала следующие дополнительные сервис-разделы:
- «Погода». Раздел предоставлял информацию о текущей и прогнозируемой погоде в городах всего мира.
- «Телепрограмма». Раздел содержал расписание телепередач, анонсы фильмов и телепередач, а также была возможность просматривать бесплатно трансляции некоторых телеканалов.
- «Карты». Подробная карта мира с возможностью поиска по адресной базе и справочникам организаций, также заявлялась функция прокладывания маршрутов. Картографические данные предоставляются проектами OpenStreetMap[18] и Natural Earth[19]. Справочник организаций предоставлялся компанией 2ГИС[20].
- «Финансы».  В разделе предоставляли информацию о курсах валют и местоположении банков и пунктов обмена валют. Также сервис имел калькулятор курса валют.
- «Удобная страна». Возможность создавать запросы по различным ситуациям повседневной жизни[18].
- «Мой дом»
- «Афиша для детей»

Планировалось расширение списка дополнительных сервисов, открытие новых разделов — афиша, поиск работы и переводчик.
В рамках работы проекта была анонсирована разработка платёжной системы.

### Браузер «Спутник»
Релиз нового продукта от команды Ростелекома состоялся 30 сентября 2015 года. Браузер «Спутник» работал на ядре Chromium. В браузер установлен специальный модуль «Рекламоотвод», который помогает пользователю убрать рекламу с сайтов. По данным тестирования веб-студии RevolWEB.ru, модуль справлялся со своей задачей, но кое-где ещё требует доработки. В качестве поиска использовалась одноимённая поисковая система, которая находилась в статусе «Бета» и имела очень слабую базу сайтов. Из плюсов можно было отнести удобное масштабирование, выведенное на панель, отсутствие рекламы, отсутствие порнографических сайтов и детский режим. При активации детского режима происходила блокировка и браузер находился на специальной вкладке, при этом в меню исчезает список настроек и без пароля (которые заранее должны поставить родители) не выйти. Лицензия допускала использование браузера исключительно для личных нужд, не связанных с ведением предпринимательской деятельности. Для корпоративных пользователей существовала специальная версия браузера с трёхмесячным демо-периодом. Браузер был доступен для iOS, Android, Windows и Linux (Astra и Alt, только ГОСТ-версии браузера), а через несколько дней после релиза появились версии на операционных системах от Apple и Google. Браузер существовал в двух редакциях — обычной, на более свежих версиях Chromium, и версии с поддержкой шифрования по ГОСТ, в которой для работы шифрования дополнительно требуется установка сертифицированной версии КриптоПро CSP. Браузер способен поддерживать отечественные удостоверяющие центры, сертификаты и шифрование (для работы, например, госзакупок, госуслуг, налоговых служб и других госсайтов), в то время как имеются сложности с их добавлением в другие браузеры и риски их исключения под санкциями. Стоимость лицензии на использование, по состоянию на 2020 год, составляла для мобильного браузера 880 ₽, для десктопного браузера — 1220 ₽, для «модулей» (установка компонентов и обновлений, аналитика, мониторинг) — 594 000 ₽.
Поддержка браузера прекратилась в 2022 году, а спустя год, его разработчик «Спутниклаб» был признан банкротом. В связи с этим, а также из-за продажи доменного имени «browser-sputnik[.]ru» американской компании, в 2024 году ФСБ признало браузер опасным и рекомендовало отказаться от его использования.

### Технология «Сталкер»
11 сентября 2015 года на официальном сайте поисковика было объявлено о старте технологии с названием «Сталкер», которая служит для предупреждения пользователей о «негативном контенте», основываясь на опросах пользователей, при работе с этими сайтами.

## Финансирование проекта
Разработка информационно-поисковой системы была поручена компании «Ростелеком» правительством РФ. Компания Ростелеком на 53 % принадлежит государству. Тем не менее, объём средств, потраченных на разработку, не разглашается. В октябре 2013 года финансовые вливания компании «Ростелеком» в ООО «Спутник» оценивались в 20 000 000 долларов. По заявлениям Алексея Басова, презентовавшего поисковик на Петербургском экономическом международном форуме, прибыль уже (на 22 мая 2014 года) превышает инвестиции.
В течение 2015 года поисковик должен был получить от «Ростелекома» от 600 млн до 800 млн руб. на разработку сервисов с использованием технологий обработки «больших данных» (Big Data). Инвестор собирался внедрять такие сервисы внутри компании, чтобы в дальнейшем предоставлять их сторонним заказчикам.
В 2016 году общие затраты на проект перешагнули порог в 2 млрд руб.

## Персонал
На момент старта открытого бета-тестирования (22 мая 2014 года) в компании работало 170 человек.
С 2013 года компания старалась привлечь в разработку проекта специалистов из mail.ru, Яндекс, Google и подобных.